# Wright Model G
Das Wright Model G Aeroboat war ein frühes Flugboot von Orville Wright und Grover Loening aus dem Jahre 1913.

## Geschichte
Der Erfolg der Curtiss-F-Flugboote veranlasste Orville Wright selbst ein Flugboot zu fertigen. Zusammen mit seinem damaligen Chefingenieur Grover Loening wurde 1913 das Model G entwickelt. Am 30. September 1913 veröffentlichte Wright ein vierseitiges Werbeblatt zum Model G.
Das Model G war ein Doppeldecker-Flugboot mit Druckpropeller für einen Pilot und einen Passagier. Der Bootskörper war aus Holz mit Metallverkleidung. Die Tragflächenkonstruktion stammte weitgehend vom Model C ab. Die Spannweite war etwas kleiner als beim Model C. Kleine Schwimmer am Ende der Tragflächen stabilisierten die Maschine.
Der erste Prototyp wurde erfolgreich auf dem Great Miami River von Grover Loening getestet. Trotzdem entschied man sich eine zweite modifizierte Variante zu bauen. Hier wurde das Höhenruder modifiziert und es entstand das erste T-Leitwerk in der Flugzeuggeschichte. Der Motor wurde vor das Cockpit nach vorne verlegt und die Kraft über eine Fernwelle unter den Sitzen nach hinten übertragen.
Wright bot die Maschine der US Navy für Testzwecke an. Die Navy führte das Flugzeug unter der Bezeichnung AH-19 ein. Allerdings kam es bei dem Test zu einem Flugunfall. Am 20. August 1914 flog Orville Wright begleitet vom Flugschüler Leutnant Wright Kenneth Whiting über dem Great Miami River. In einer Höhe von 10 Meter brach eine der Tragflächen und die Maschine stürzte in den Fluss. Es ertrank niemand bei dem Unfall. Dies war allerdings das Ende für Wright’s Flugbootpläne bei der US Navy. Die US Navy entschied sich für eine andere Maschine, das Martin Model S und gab diesem auch die Bezeichnung AH-19, später dann A68. A68 entsprach der US-Navy-Bureau Number des Flugzeugs.

## Technische Daten

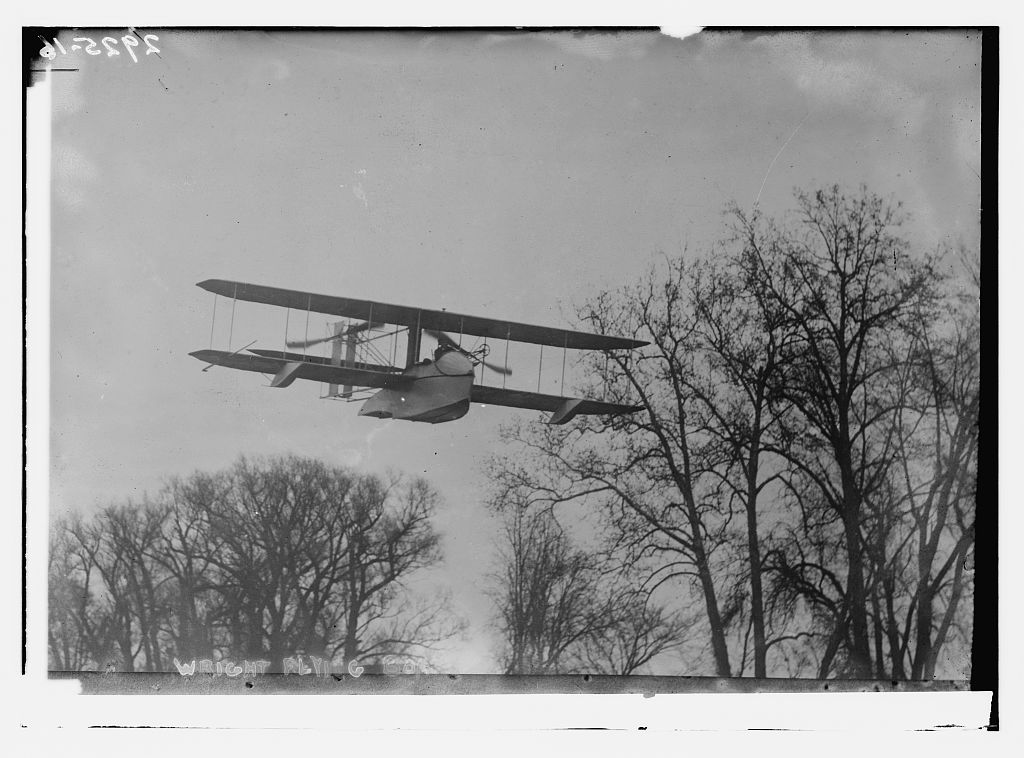
Wright Model G im Flug

| Kenngröße             | Daten                                                            |
| --------------------- | ---------------------------------------------------------------- |
| Länge                 | 8,53 m                                                           |
| Spannweite            | 11,58 m                                                          |
| Flügelfläche          | 40 m²                                                            |
| Höhe                  | ca. 2,43 m                                                       |
| Antrieb               | ein Wright 6-60 wassergekühlter 6-Zylindermotor mit 50 bis 75 PS |
| Höchstgeschwindigkeit | 96 km/h                                                          |
| Besatzung             | 2                                                                |
| Leermasse             | ca. 453 kg                                                       |
| Startmasse            | ca. 816 kg                                                       |

## Museumsflugzeug
Im Armstrong Air and Space Museum in Wapakoneta, Ohio existieren ein Rumpf- und Tragflächenfragment des Model G, sowie Teile des Motors.